# Callistocythere protracta
Callistocythere protracta is een mosselkreeftjessoort uit de familie van de Leptocytheridae. De wetenschappelijke naam van de soort is voor het eerst geldig gepubliceerd in 1993 door Ruggieri & D'Arpa.